# Quirnbach (Westerwald)
Quirnbach (mundartlich: Quermisch) ist eine Ortsgemeinde im Westerwaldkreis in Rheinland-Pfalz. Sie gehört der Verbandsgemeinde Selters (Westerwald) an.

## Geographische Lage
Quirnbach liegt in drei Kilometer Entfernung südöstlich von Selters am Kleinen Saynbach inmitten eines Wald- und Wiesengeländes. Zu Quirnbach gehört auch der Wohnplatz Quirnbacher Ölmühle.

## Geschichte
Im Jahre 1462 wurde Quirnbach zum ersten Mal urkundlich erwähnt. Die Schreibweise des Namens wechselte im Laufe der Jahrhunderte von Quirenbach nach Querenbach zu Quirnbach.

## Politik

### Gemeinderat
Der Gemeinderat in Quirnbach besteht aus zwölf Ratsmitgliedern, die bei der Kommunalwahl am 9. Juni 2024 in einer personalisierten Verhältniswahl gewählt wurden, und dem ehrenamtlichen Ortsbürgermeister als Vorsitzendem. Bis 2019 bestand der Gemeinderat aus 12 Mitgliedern, die in einer Mehrheitswahl gewählt wurden.
Die Sitzverteilung im Gemeinderat:
| Wahl | WG Götsch | WG Schneider | WG Baldus | Gesamt   |
| ---- | --------- | ------------ | --------- | -------- |
| 2024 | –         | 5            | 7         | 12 Sitze |
| 2019 | 3         | 5            | –         | 8 Sitze  |

### Bürgermeister
Bei der Direktwahl am 9. Juni 2024 wurde Thorsten Götsch mit 59,6 % zum Ortsbürgermeister gewählt. Er hatte einen Gegenkandidaten.
Bei den Kommunalwahlen 2019 wurde Uwe Schneider mit 54,65 Prozent der abgegebenen Stimmen gewählt. Er folgt auf Oliver Götsch, der das Amt 15 Jahre ausübte.

### Wappen
| Wappen von Quirnbach | Blasonierung: „Durch Deichselschnitt geteilt, oben in Silber ein rotes Tatzenkreuz, rechts in Blau ein goldener Löwenkopf, links in Gold fünf rote Schrägbalken.“ |
| Wappen von Quirnbach | |

## Verkehr
- Die nächste Autobahnanschlussstelle ist Ransbach-Baumbach an der Bundesautobahn 3.
- Der nächstgelegene ICE-Halt ist der Bahnhof Montabaur an der Schnellfahrstrecke Köln–Rhein/Main.

## Persönlichkeiten
- Friedrich Remy (1823–1906), Bürgermeister in Vielbach und Mitglied des Provinziallandtages der Provinz Hessen-Nassau
- Lothar Hermann (1901–1974), trug maßgeblich zur Enttarnung Adolf Eichmanns in Buenos Aires bei.